# Holmstad
Holmstad est une localité du comté de Nordland, en Norvège.

## Géographie
Administrativement, Holmstad fait partie de la kommune de Sortland.